# Merci pour le geste
Pour plus de détails, voir Fiche technique et Distribution.
Merci pour le geste est un drame réalisé par Claude Faraldo et sorti en 1999.

## Fiche technique
- Titre : Merci pour le geste
- Réalisation : Claude Faraldo
- Scénario et dialogues : Claude Faraldo
- Musique : Sergio Tomassi
- Photographie : Yves Lafaye
- Montage : Guy Lecorne
- Son : Jean Umansky
- Production : Téléma Productions - France 2 Cinéma - Studiocanal
- Pays d'origine :  France
- Genre : drame
- Durée : 90 minutes
- Date de sortie : France - 19 janvier 2000

## Distribution
- Jacques Hansen : Michel
- Marie Rousseau : Betty
- Agathe de La Boulaye : Francine
- Françoise Arnoul : Elisabeth
- Eric Deshors : Jean-René